# پوئنته ناسیونال (سانتاندر)
پوئنته ناسیونال (انگلیسی: Puente Nacional, Santander) نام شهری در کشور کلمبیا است.